# Wściekły pies

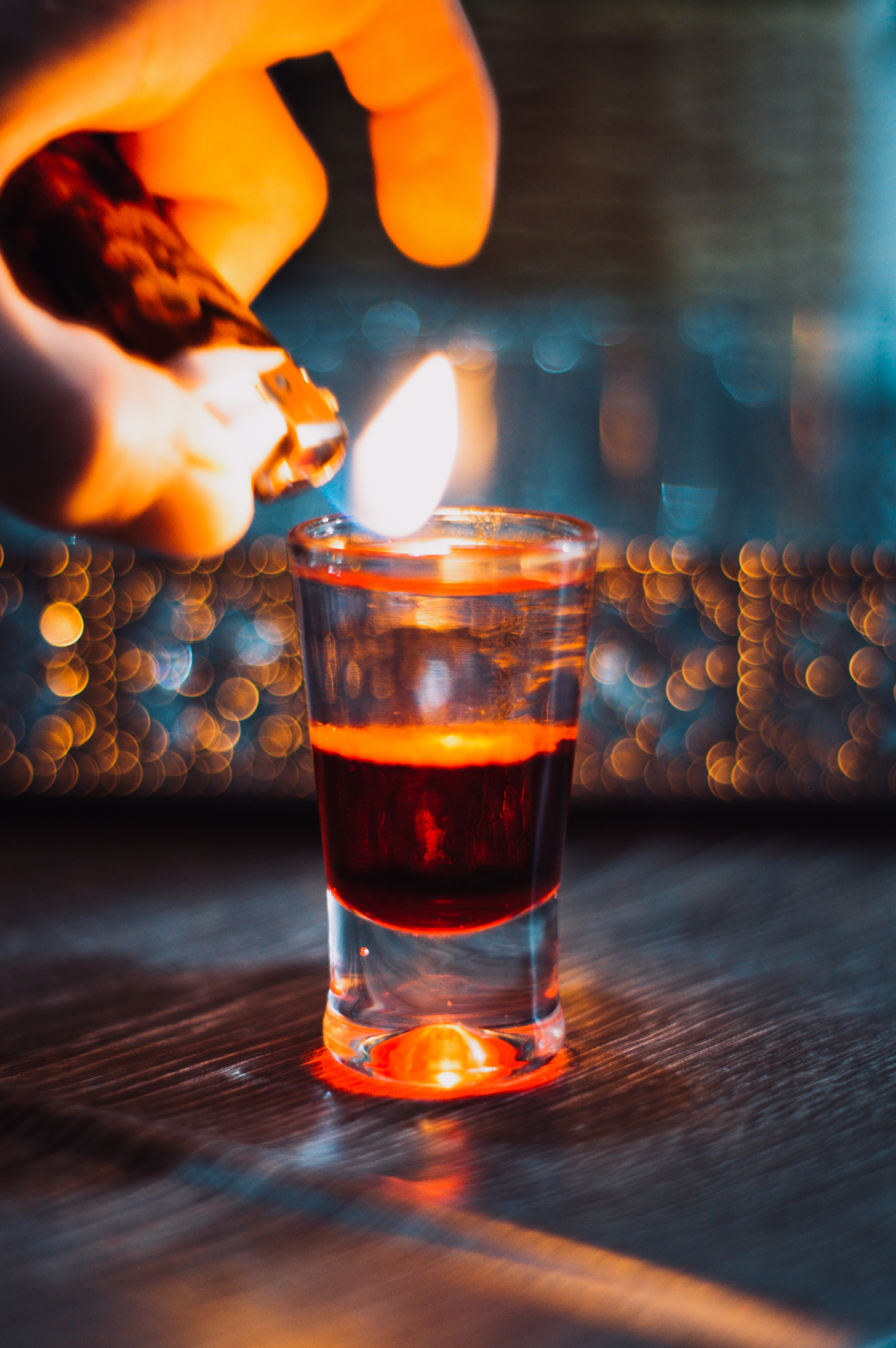
Wściekły pies

Wściekły pies – shot składający się z wódki, sosu tabasco, soku malinowego lub soku z czarnej porzeczki. Wściekłego psa należy pić jednym łykiem, ponieważ sok łagodzi smak wódki i tabasco.
Wariacją na temat wściekłego psa jest Teraz Polska (zob. Teraz Polska) – shot składający się wyłącznie z wódki i syropu o czerwonym kolorze. Czerwony sok opada na dno, a wódka unosi się na wierzch, dzięki czemu przypomina on polską flagę.
Obecnie znany na całym świecie shot został stworzony w Świnoujściu przez znanego restauratora i animatora kultury Dariusza Ryżczaka.